# Justyna Święty-Ersetic
Justyna Święty-Ersetic (Racibórz, 1992. december 3. –) lengyel olimpiai- és Európa-bajnok rövidtávfutó.
A 2012. évi nyári olimpiai játékokon 4 × 400 méteres váltófutásban Iga Baumgart, Anna Olichwierczuk-Jesień és Patrycja Wyciszkiewicz társaságában az előfutamban esett ki.
Egyéni legjobbja 400 méteren szabadtéren 52,22 (Tampere 2013) fedett pályán 52,13 (Sopot 2014).